# 399 v. Chr.
Portal Geschichte | Portal Biografien | Aktuelle Ereignisse | Jahreskalender | Tagesartikel

◄ |
5. Jahrhundert v. Chr. |
4. Jahrhundert v. Chr. |
3. Jahrhundert v. Chr. |
►

◄ | 410er v. Chr. | 400er v. Chr. | 390er v. Chr. | 380er v. Chr. |
370er v. Chr. |
►

◄◄ | ◄ | 402 v. Chr. | 401 v. Chr. | 400 v. Chr. | 399 v. Chr. |
398 v. Chr. |
397 v. Chr. |
396 v. Chr. |
► |
►►

## Ereignisse

### Politik und Weltgeschehen

#### Westliches Mittelmeer
- Gnaeus Genucius Augurinus, Lucius Atilius Priscus, Marcus Pomponius Rufus, Gaius Duillius Longus, Marcus Veturius Crassus Cicurinus und Volero Publilius Philo werden römische Konsulartribunen.
- Die Griechen gründen auf Sizilien die Siedlung Agira.

#### Östliches Mittelmeer

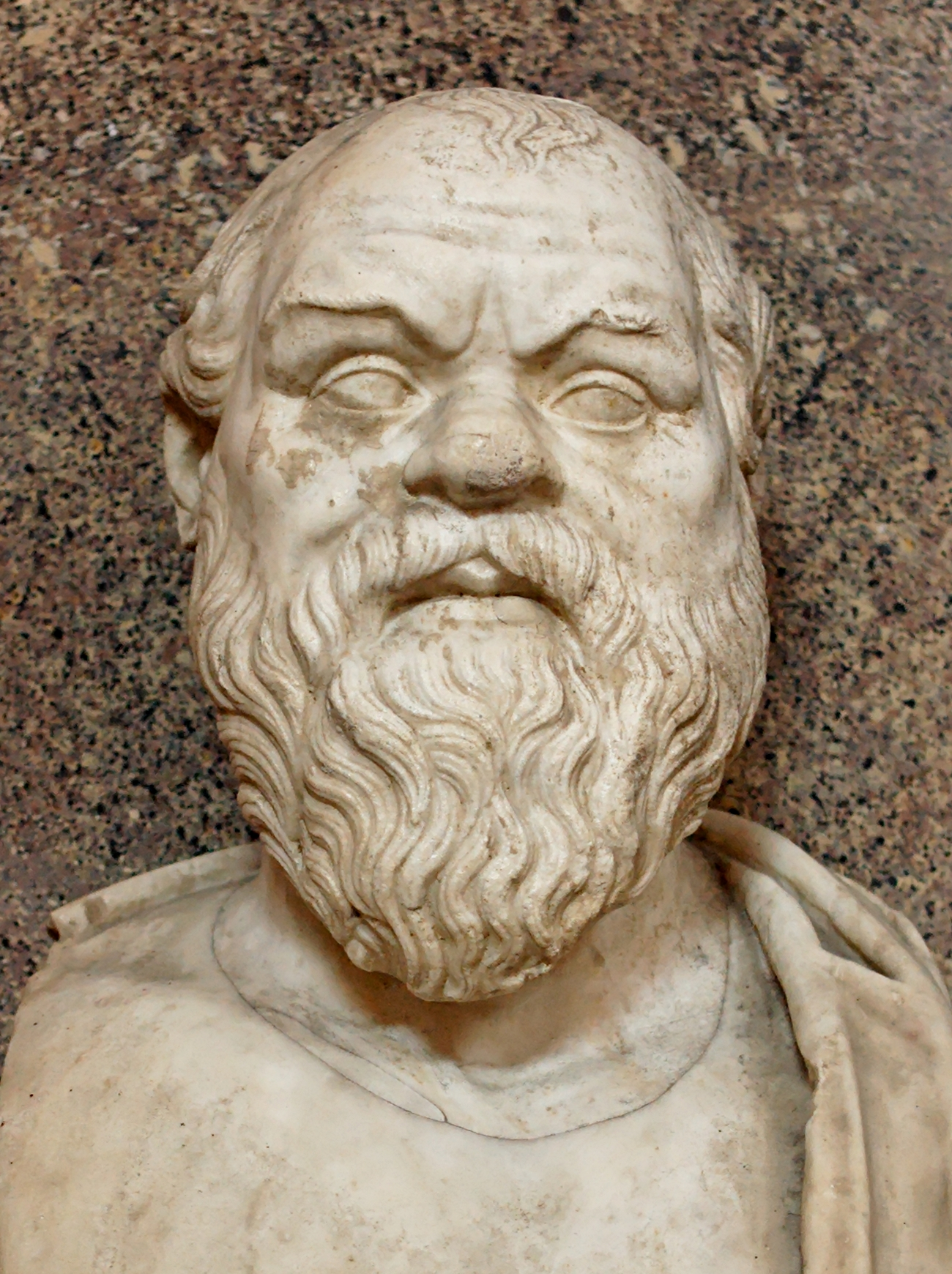
Sokrates

- Der Philosoph Sokrates wird in Athen der Asebie (Gottlosigkeit) und des verderblichen Einflusses auf die Jugend angeklagt und verurteilt. Er wählt für sich die Selbsttötung durch das Trinken eines Schierlingsbechers. Sokrates’ beide Verteidigungsreden sind durch seinen Schüler Platon in der Apologie des Sokrates überliefert.

«ἀλλὰ γὰρ ἤδη ὥρα ἀπιέναι, ἐμοὶ μὲν ἀποθανουμένῳ, ὑμῖν δὲ βιωσομένοις· ὁπότεροι δὲ ἡμῶν ἔρχονται ἐπὶ ἄμεινον πρᾶγμα, ἄδηλον παντὶ πλὴν ἢ τῷ θεῷ.»

„Nun aber ist es Zeit fortzugehen, für mich um zu sterben, für euch um zu leben; wer aber von uns dem besseren Los entgegengeht, das ist allen verborgen, außer dem Gott.“

- Agesilaos II. drängt mit Hilfe des Feldherrn Lysander seinen Neffen Leotychidas III., dessen Legitimität seit seiner Thronbesteigung im Vorjahr umstritten ist, vom spartanischen Thron. Ein Orakelspruch, welches Sparta vor einem lahmen König warnt und der Amtsübernahme durch den hinkenden Agesilaos entgegensteht, wird von Lysander auf die bestrittene Legitimität des Leotychidas umgedeutet.
- Ausbruch des spartanisch-persischen Krieges zwischen den beiden zuvor gegen Athen verbündeten Reichen. Sparta bemüht sich hierin darum, seine Vormachtstellung im griechischen Raum auch auf die Städte in Kleinasien auszuweiten.

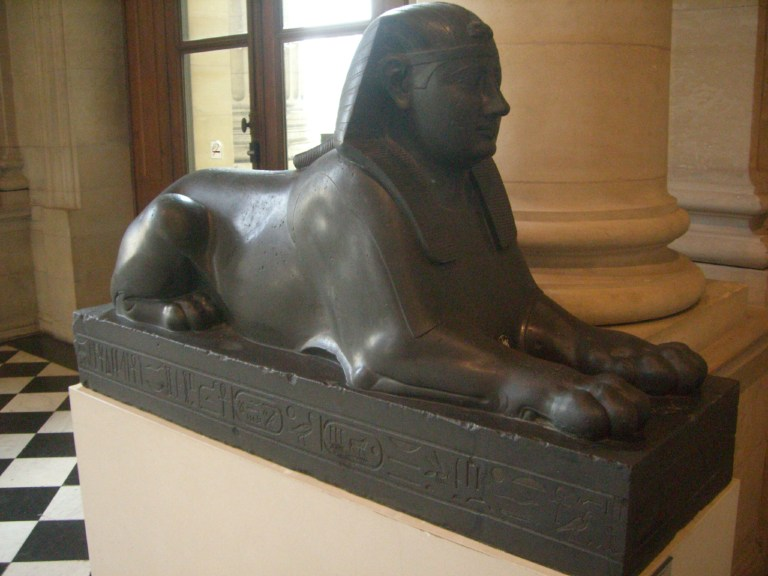
Sphinx Nepherites’ I.
(Louvre, Paris)

- Nepherites I. lässt den ägyptischen Pharao Amyrtaios gefangen nehmen und hinrichten und ernennt sich selbst zum Herrscher. Er unterstützt Sparta gegen die Perser mit der Lieferung von 500.000 Scheffel Getreide und Ausrüstung für 100 Trieren.
- Archelaos I., König von Makedonien, wird von seinem Pagen Krateros während der Jagd getötet. Dieser erhebt sich selbst zum neuen Herrscher über das Reich.
- Wenige Monate nach Beginn von Krateros’ Herrschaft wird dieser durch Archelaos’ Sohn Orestes vom Thron verdrängt. Der noch jugendliche König herrscht durch seinen Regenten Aeropos II.

### Wissenschaft und Technik
- In seinem fünften Regierungsjahr (400 bis 399 v. Chr.) lässt der achämenidische König Artaxerxes II. den Zusatzmonat Addaru II schalten, der am 11. März[1] beginnt.
- Im babylonischen Kalender fällt der Jahresbeginn des 1. Nisannu auf den 9.–10. April[1]; der Vollmond im Nisannu auf den 22.–23. April[1] und der 1. Tašritu auf den 2.–3. Oktober.[1] Am 1. Nisannu beginnt das sechste Regierungsjahr des achämenidischen Königs Artaxerxes II.[2]
- Nach dem Tod des Sokrates begibt sich dessen Schüler Platon zusammen mit anderen Sokratikern für kurze Zeit nach Megara zu Euklid von Megara, der ebenfalls ein Schüler des Sokrates gewesen ist. Von der Hinrichtung seines Lehrers tief erschüttert, wertet Platon das staatliche Vorgehen gegen seinen Lehrer als einen Ausdruck moralischer Verkommenheit und als Beweis für einen prinzipiellen Mangel im politischen System. Er sieht nun in Athen keinerlei Möglichkeit einer philosophisch verantwortbaren Teilnahme am politischen Leben mehr und entwickelt sich zu einem scharfen Zeitkritiker. Diese Erfahrungen veranlassen ihn dazu, Forderungen nach einem von Philosophen regierten Staat zu erheben.

## Geboren
- um 399 v. Chr.: Diogenes von Sinope, griechischer Philosoph († 323 v. Chr.)

## Gestorben
- Amyrtaios, ägyptischer Pharao
- Archelaos I., König von Makedonien
- Euthydemos, griechischer Sophist (* 469 v. Chr.)
- Sokrates, griechischer Philosoph (* 469 v. Chr.)

- um 399 v. Chr.: Theodoros von Kyrene, griechischer Mathematiker (* um 460 v. Chr.)